# Teodora Comnena (princesa de Antioquía)
Teodora Comnena fue la sobrina nieta de Manuel I Comneno, emperador bizantino, una posible hija del príncipe Juan Ducas Comneno de Bizancio, dux de Chipre y de María Taronitisa, y la segunda esposa de Bohemundo III, príncipe de Antioquía.
Se casó en 1157 con el rey Balduino III de Jerusalén, de quien quedó viuda a los 16 años y de quien no tuvo descendencia. 
En 1177 se casó con Bohemundo III de Antioquía.   
Ella fue la madre de:
- Constanza (murió joven)
- Felipe, se casó con Balduino Patriarche
- Manuel (1176 - 1211)

Su tío Manuel Comneno murió en 1180. Bohemundo creyó que la alianza con Bizancio ya no sería beneficiosa y se divorció de Teodora para casarse con Sibila de Burzey.
Teodora luego se casó con Gutierre de Béthune, hijo de Guermond I señor de Bethsan.